# Tropical-Rouge! Pretty Cure
Tropical-Rouge! Pretty Cure (トロピカル～ジュ！プリキュア Toropikaruuju! Purikyua), eller Tropical-Rouge! Precure, er en japansk magical girl animeserie fra Toei Animation. Serien er den 18. i Izumi Todos Pretty Cure-franchise med den 16. generation af Pretty Cure. Den er instrueret af Yutaka Tsuchida efter manuskript af Masahiro Yokotani. Serien blev sendt på alle ANN's tv-stationer i Japan fra 28. februar 2021, hvor den afløste den 17. serie, Healin' Good PreCure, til 30. januar 2022, hvorefter den blev afløst af den 19. serie, Delicious Party Pretty Cure. Seriens temaer er motivation og kosmetik med en tropisk baggrund.

## Historie
Manatsu Natsuumi er en førsteårselev i mellemskolen, der er flyttet til byen Aozora fra øen Minamino for at møde sin mor. Efter at være kommet til byen begynder hun sit nye liv der og starter i skolen. En dag møder hun havfruen Laura, der kommer fra et mystisk sted kendt som Grand Ocean (グランオーシャン Guran Ooshan). Hun leder efter de legendariske krigere, der kan stå op imod den sendrægtige heks fra bunden af havet, som har erobret hendes land og suget motivationen ud af indbyggerne. Laura leder kun efter de legendariske krigere, fordi havfruernes dronning har bedt hende om, og fordi hun selv vil være dronning en dag. Men da en af heksens håndlangere begynder at angribe Aozora, får Manatsu pludselig evnen til at forvandle sig til Cure Sommer, en af de legendariske krigere. Sammen med Sango Suzumura (Cure Coral), Minori Ichinose (Cure Papaya) og Asuka Takizawa (Cure Flamingo) danner Manatsu efterfølgende Tropical-Rouge Pretty Cure for at kæmpe mod den sendrægtige heks' styrke og for at bringe Grand Ocean tilbage til dets tidligere skønhed.

## Figurer

### Pretty Cure
- Manatsu Natsuumi (夏海まなつ Natsuumi Manatsu) / Cure Summer (キュアサマー Kyua Samaa)[6] - En energisk 13-årig pige der går i første år i mellemskolen, og som er flyttet til byen Aozora fra øen Minamino. Hun handler altid før hun tænker og siger altid "Jeg gør hvad der er vigtigt, lige nu!" Hendes vigtigste ting er den læbestift, som hendes mor har givet hende. Hendes yndlingsudtryk er "Tropica-shine!" (トロピカってる～！ Toropikatteru~!). Som den hvide og regnbuefarvede Cure Sommer er hendes charmepunkt hendes læber. Hun er den afbalancerede kæmper i gruppen.
- Sango Suzumura (涼村さんご Suzumura Sango) / Cure Coral (キュアコーラル Kyua Kooraru)[7] - En moderigtig 12-årig pige der går i første år i mellemskolen og er Manatsus klassekammerat. Hun er meget venlig, elsker søde ting og kommer godt ud af det med alle. Hendes familie ejer en skønhedssalon, og hun har et godt kendskab til makeup og kosmetik. Som den lilla Cure Coral er hendes charmepunkt hendes kinder. Hun fokuserer mest på forsvar, når der kæmpes.
- Minori Ichinose (一之瀬みのり Ichinose Minori) / Cure Papaya (キュアパパイア Kyua Papaia)[8] - En intelligent 14-årig pige der går i andet år i mellemskolen, og som elsker at læse. Hun har de bedste karakterer i skolen, men hun har også et pokerfjæs og har svært at vise nogen følelser. Hun har dog et højt selvværd. Hun har elsket eventyret Den lille havfrue, siden hun var lille, og hun kender en masse historier om havfruer. Som den gule Cure Papaya er hendes charmepunkt hendes øjne. Hun benytter specielle angreb i kamp.
- Asuka Takizawa (滝沢あすか Takizawa Asuka) / Cure Flamingo (キュアフラミンゴ Kyua Furamingo)[9] - Et atletisk 15-årig pige der går i tredje år i mellemskolen, og som har en stor retfærdighedssans. Umiddelbart virker hun kølig og utilnærmelig, men hun er faktisk meget pålidelig og elsker at lave mad og spille dyrespil. Som den røde Cure Flamingo er hendes charmepunkt hendes hår. Hun er bedre til nærkamp end de andre piger.
- Laura (ローラ Roora),[10] egentlig Laura Apollodoros Hyginus La Mer (ローラ・アポロドーロス・ヒュギーヌス・ラメール Roora Aporodoorosu Hyugiinusu Rameeru) / Cure La Mer (キュアラメール Kyua Rameeru)[10] - Til at begynde med en havfrue fra Grand Ocean der kommer op til overfladen for at lede efter de legendariske krigere. Hun er meget selvbevidst, lidt egoistisk og siger sin ærlige mening. Hun bor sammen med Manatsu og de andre i Aozora under navnet Laura La Mer (ローラ・ラメール Roora Rameeru), så hun kan støtte dem. Senere bliver hun i stand til at forvandle sig til den blå Cure La Mer og bliver samtidig til et menneske. Hendes charmepunkt er hendes negle.

### Grand Ocean
- Kururun (くるるん Kururun)[11] - En sæl-fe fra Grand Ocean der er dronningens kæledyr. Kururun tager tingene i sit eget tempo og siger "kururun~!" (くるるん～！).
- Havfruernes dronning (人魚の女王 Ningyo no joou)[12] / Melusine Muses Mnemosyne (メルジーヌ・ミューゼス・ムネモシュネ Merujiinu Myuuzesu Munemoshune) - Dronningen af Grand Ocean.

### Skurke
- Den sendrægtige heks (あとまわしの魔女 Ato Mawashi no Majo)[13] - Seriens oprindelige skurk der er stor heks med en murænes hale. Hun besætter Grand Ocean, så de fleste indbyggerne bliver trætte og demotiverede. Selv er hun doven og overlader ofte arbejdet til sine følgere. Hun var tidligere kendt som Den destruktive heks (破滅の魔女 Ato Mawashi no Majo), der ville have fat på dommedagsvåbenet Fool's Casket (愚か者の棺 Orokamono no Hitsugi). Med det ville hun blive udødelig og sende Jorden ud i evig dovenskab samt gøre op med Cure Oasis. Hen mod slutningen bliver hun imidlertid klar over, at det hun virkelig ønskede var at blive ven med Cure Oasis. Da Cure Oasis tilbyder venskab tager hun imod det og forsvinder.
- Generaler - Heksens håndlangere der ledes af Butler. De kan kaste sfærer mod objekter for at skabe yaraneedaer, der stjæler folks motivation, så de bliver umotiverede. Generalerne sejler hver på en båd, når de angriber Aozora.
  - Butler (バトラー Batoraa)[14] - Heksens søheste-lignende butler der som regel er rolig. Hen mod slutningen viser det sig, at det var ham der overbeviste heksen om at lede efter Fool's Casket for at ødelægge verdenen. Men på trods af sin loyalitet overfor heksen nægter han at acceptere hendes valg om at blive ven med Cure Oasis. I stedet forvandler han sig selv til en yaraneeda for at fylde Fool's Casket med Pretty Cures motivationskraft. Butler bliver imidlertid besejret i den efterfølgende kamp og ofre sin egen motivationskraft for at fylde Fool's Casket, før Cure La Mer tømmer den. Butler bliver reduceret til en doven og katatonisk rest af sig selv, som Chongire, Numeri og Elda tager sig af for at forhindre ham i at ødelægge verdenen igen.
  - Chongire (チョンギーレ Chongiire)[15] - Heksens eremitkrabbe-lignende kok, der ikke bryder sig om at stjæle motivation men gør det alligevel, fordi heksen vil have ham til det.
  - Numeri (ヌメリー Numerii) - Heksens søsnegle-lignende læge der har en afslappet personlighed. Hun er meget sarkastisk og nyder andres smerte.
  - Elda (エルダ Eruda) - Heksens reje-lignende tjenestepige der hader at udføre opgaver. Hun er også temperamentsfuld og barnlig.
- Yaraneeda (ヤラネーダ Yaraneeda)[16] - Monstre der bliver skabt ved at generalerne kaster en kugle med mørk energi mod ting for at stjæle motivation fra mennesker. Deres navn er baseret på ordet "yaranai" (やらない), der betyder at "Jeg ønsker ikke gøre det her".
- Zenzen-yaraneeda (ゼンゼンヤラネーダ Zenzen-yaraneeda) - En stærkere yaraneeda-variant der fremmanes fra en mørkegrøn sfære, som heksen har skabt.
- Zettai-yaraneeda (ゼッタイヤラネーダ Zettai-yaraneeda) - En stærkere yaraneeda-variant der fremmanes fra en mørkegul sfære, som heksen har skabt.
- Super-zettai-yaraneeda (超ゼッタイヤラネーダ Chou-zettai-yaraneeda) - En endnu stærkere yaraneeda-variant der fremmanes fra en mørkerød sfære, som heksen har skabt.
- Kowasunda (コワスンダー Kowasundaa) - Monstre som Butler fremmaner med en mørkeblå sfære under den endelige kamp. Heksen brugte dem, da hun prøvede at ødelægger Jorden mange år før.

### Familiemedlemmer
- Taiyo Natsuumi (夏海大洋 Natsuumi Taiyou) - Manatsus far.
- Aoi Natsuumi (夏海碧 Natsuumi Aoi) - Manatsus mor der arbejder i Aozoras akvarium.
- Miyuki Suzumura (涼村みゆき Suzumura Miyuki) - Sangos mor der ejer skønhedssalonen Pretty Holic.
- Narumi Ichinose (一之瀬なるみ Ichinose Narumi) - Minoris mor.
- Hareruya Takizawa (滝沢晴瑠也 Takizawa Hareruya) - Asukas far.

### Aozora Mellemskole
- Saki Sakuragawa (桜川咲 Sakuragawa Saki) - Manatsu og Sangos klasselærer.
- Yuriko Shiratori (白鳥百合子 Shiratori Yuriko) - Elevrådsformanden på Aozora Mellemskole.
- Kiriko Shiraishi (白石きりこ Shiraishi Kiriko), Naomi Komachi (小町なおみ Komachi Naomi) og Yumi Kuwano (桑野ゆみ Kuwano Yumi) - Manatsu og Sangos klassekammerater.
- Masami Kakuta (角田正美 Kakuta Masami) - Formanden for skolens diciplinærkomite der ikke tror på, at der findes havfruer.
- Izumi Komori (小森いずみ Komori Izumii) og Yukie Hayashida (林田ゆきえ Hayashida Yukie) - De eneste medlemmer af skolens radioklub.
- Eiko Mizushima (水島泳子 Mizushima Eiko) - Lederen af svømmeklubben.
- Shiori Nakagawa (仲川詩織 Nakagawa Shiori) - En elev der gerne vil starte en astronomiklub.
- Rika Ichijou (一条里香 Ichijou Rika) - Næstformanden for elevrådet der stiller op til valget som formand, da Yuriko trækker sig tilbage.

### Andre
- Mafune Hirabayashi (平林 まふね Hirabayashi Mafune) - Direktøren for Aozoros akvarium.
- Yuna Yamabe (山辺 ゆな Yamabe Yuna) - En berømt skuespiller og model der er kendt for at være sød og venlig. Manatsu og de andre hjælper hende med at tro på sig selv, da hun skal spille skurken i en film.
- Haruna Takatsuki (高月 春奈 Takatsuki Haruna), Nao Tomono (友野 夏緒 Tomono Nao), Akiho Kirishima (桐島 秋穂 Kirishima Akiho) og Mifuyu Harada (原田 美冬 Harada Mifuyu) - En gruppe tidligere elever der gik på mellem skolen ange år før Manatsu og de andre. De dannede deres egen klub og lovede at mødes igen, når de var færdige med at studere.
- Wataru (ワタル) og Ruri (ルリ) - To børn der går i børnehave i Aozora. De bliver venner da de takket være Laura opdager en fælles interesse for insekter.
- Tomi (とみ婆 Tomii) - En gammel dage på Minamino. Hun byder børn velkommen til sit hjem og fortæller dem historier og legender, der er blevet givet videre fra den ene generation til den næste. Takket være en legende om at en havfrue gemte en skat på øen hjælper hun Manatsu og de andre med at finde Perfume Shiny Brace.
- Yosuke (ようすけ Yousuke), Santa (さんた Santa) og Hina (ひな Hina) - En gruppe børn på Minamino der er venner med Manatsu.
- Satoshi Mukai (向井 慧 Mukai Satoshi) - En tv-vært der kommer til Aozora for at gøre byens mellemskolen synlig. Efter en konfrontation mellem den tropiske klub og elevrådet beslutter han at løse problemet med en tv-quiz.
- Aunete (アウネーテ Auneete) / Cure Oasis (キュアオアシス Kyua Oashisu) - En legendarisk Pretty Cure der dukker op for at give Tropical-Rouge! Pretty Cure Tropical Heart Dresser, Land Heart Kuru Ring og Marine Heart Kuru Ring til at stoppe heksen med.
- Connie (コニー Konii) - En berømt modedesigner der rekrutterer Sango som erstatning for en model til et modeshow med hans tøj og tilbehør.
- Yui Nagomi (和実ゆい Nagomi Yui) / Cure Precious (キュアプレシャス Kyua Pureshasu) - Hovedpersonen fra Delicious Party Pretty Cure, der dukker op i sidste afsnit.

### Filmfigurer
- Sharon (シャロン Sharon)[17] - Prinsessen af snekongeriget Chantia.
- Huang (ホワン Howan)[18] - Snekongeriget Chantias ånder.
- Snemonstre (雪の怪物 Yuki no Kaibutsu) - De onde monstre i snekongeriget Chantia og de primære skurke i Tropical-Rouge! Pretty Cure the Movie: The Snow Princess and the Miraculous Ring!

## Anime
Serien blev registreret som varemærke af Toei 27. november 2020, og efterfølgende annonceret officielt på deres hjemmeside 1. december 2020. Seriens hovedpersoner, instruktør og manuskriptforfatter blev offentliggjort 26. december 2020. Den havde premiere på alle ANN's tv-stationer i Japan 28. februar 2021, hvor den afløste Healin' Good PreCure. Ugen før optrådte Cure Sommer i en mindre rolle i det sidste afsnit af Healin' Good PreCure og i den traditionelle overdragelsesscene til slut med Cure Grace. Crunchyroll streamede serien i Nordamerika, Australien, New Zealand, Sydafrika og Latinamerika de samme dage, som afsnittene havde premiere i Japan.
Serien er instrueret af Yutaka Tsuchida efter manuskript af Masahiro Yokotani. Figurerne er designet af Yukiko Nakatani, mens Shiho Terada har komponeret musikken. Introsangen er "Viva! Spark! Tropical-Rouge! PreCure" (Viva！Spark！トロピカル～ジュ！プリキュア Viva! Spark! Toropikaruuju! Purikyua) af Machico, mens slutsangen indtil afsnit 16 er "Tropica I・N・G" (トロピカ I・N・G Toropica  I・N・G) af Chihaya Yoshitake. Fra afsnit 17 er slutsangen "Aiming to Go My Way!!" (あこがれ Go My Way!! Akogare Go My Way!!) af Chihaya Yoshitake og Rie Kitagawa. I afsnit 33-36 er den dog "Shantia ~Land of Happiness~" (シャンティア〜しあわせのくに〜 Shantia ~Shiawase no Kuni~) af Fairouz Ai, Yumiri Hanamori, Yui Ishikawa, Asami Seto, Rina Hidaka, Nana Mizuki, Fumie Mizusawa, Houko Kuwashima og Aya Hisakawa.
Producenten Aki Murase udtalte om seriens primære temaer: ""Hvad er den vigtigste ting lige nu" er et mystisk spørgsmål, som du ikke rigtig kan besvare, mens du vokser op. Måske er det fordi, jeg lærte om i morgen og lærte teknikken at udskyde det... Men hvordan var det, da du var barn? Jeg tror børn altid har den "usynlige motivation" der gør, at ingen kan tage "den vigtigste ting" lige for næsen af dem. Manatsu, seriens hovedperson, har også den "usynlige motivation" til at beslutte sig for "den vigtigste ting nu" og så handle. Jeg vil have dig til at finde flere af "de vigtigste ting nu" gennem Manatsu, som har det ligesom børnene, og støtte det. Jeg håber at Pretty Cure vil føre til børnenes "Jeg vil prøve det", så jeg inkorporerede to varige temaer, havet og kosmetik."

### Film
En kortfilm med titlen Tropical-Rouge! Pretty Cure the Movie: Petit Dive! Collaboration Dance Party! (映画 トロピカル～ジュ！プリキュア プチ とびこめ！コラボ♥ダンスパーティ！ Eiga Toropikaruuju! Purikyua Puchi Tobikome! Korabo▽Dansu Paati!) fik premiere 20. marts 2021 sammen med Healin' Good Pretty Cure the Movie: GoGo! Big Transformation! The Town of Dreams. En egentlig film baseret på serien, Tropical-Rouge! Pretty Cure the Movie: The Snow Princess and the Miraculous Ring! (映画 トロピカル～ジュ！プリキュア 雪のプリンセスと奇跡の指輪！ Eiga Toropikaruuju! Purikyua Yuki no Purinsesu to Kiseki no Yubiwa!), fik premiere 23. oktober 2021. Hovedpersonerne fra den tidligere serie HeartCatch PreCure! (2010-2011) er med i den.

### Stemmer
- Fairouz Ai - Manatsu Natsuumi / Cure Summer[23]
- Yumiri Hanamori - Sango Suzumura / Cure Coral[23]
- Yui Ishikawa - Minori Ichinose / Cure Papaya[23]
- Asami Seto - Asuka Takizawa / Cure Flamingo[23]
- Rina Hidaka - Laura / Cure La Mer[23]
- Aimi Tanaka - Kururun,[23] Hina
- Yuko Sasaki - Havfruernes dronning[12]
- Rei Igarashi - Den sendrægtige heks[13]
- Fuminori Komatsu - Butler[14]
- Hiroshi Shirokuma - Chongire[15]
- Nozomi Mikajiri - Yaraneeda, Zenzen-yaraneeda, Zettai-yaraneeda, Super-zettai-yaraneeda, Kowasunda
- Akira Harada - Taiyo Natsuumi
- Ryouko Gi - Aoi Natsuumi
- Junko Kitanishi - Miyuki Suzumura
- Akeno Watanabe - Numeri, Akiho Kirishima
- Ayahi Takagaki - Elda[26]
- Sora Tokui - Saki Sakuragawa,[27]Mifuyu Harada
- Ayaka Fukuhara - Yuriko Shiratori[28]
- Serika Hiromatsu - Kiriko Shiraishi, Youske
- Sara Matsumoto - Naomi Komachi, Haruna Takatsuki
- Fumiko Uchimura - Yumi Kuwano, Nao Tomono, Santa
- Yuka Ootsubo - Masami Kakuta
- Mikako Takahashi - Narumi Ichinose
- Masayuki Katou - Hareruya Takizawa
- Riho Sugiyama - Izumi Komori
- Satomi Kobashi - Yukie Hayashida
- Lynn - Eiko Mizushima
- Satomi Amano - Shiori Nakagawa
- Mai Nakahara - Aunete / Cure Oasis[29]
- Ruriko Noguchi - Rika Ichijou
- Hiroko Nishi - Mafune Hirabayashi
- Minami Takahashi - Yuna Yamabe
- Rie Kawamura - Wataru
- Eri Yukimura - Ruri
- Youko Imaizumi - Tomi
- Satoshi Mukai - Ham selv
- Hiroshi Tsuchida - Connie
- Hana Hishikawa - Yui Nagomi / Cure Precious
- Marika Matsumoto - Sharon[17]
- Tomori Kusunoki - Huang
- Shinya Takahashi - Snemonstre

## CD'er
| Titel | Udgivet           | Min.    | Mærke                     | Kilder |
| --- | ----------------- | ------- | ------------------------- | ------ |
| Viva! Spark! Tropical-Rouge! Precure/TropicaI·N·G (Viva! Spark! トロピカル～ジュ! プリキュア/トロピカI・N・G)                                                           | 7. april 2021     | 17:04   | Marvelous! (MJSS-09288~9) | [ 30 ] |
| Tropical-Rouge! Precure Original Soundtrack 1: Precure Tropical Sound!! (トロピカル～ジュ! プリキュア オリジナル・サウンドトラック1 プリキュア・トロピカル・サウンド!!) | 9. juni 2021      | 72:05   | Marvelous! (MJSA-01314)   | [ 31 ] |
| Tropical-Rouge! Precure Vocal Album ~Tropical! MUSIC BOX~ (トロピカル～ジュ! プリキュア ボーカルアルバム ～トロピカる! MUSIC BOX～)                                     | 21. juli 2021     | 56:34   | Marvelous! (MJSA-01315)   | [ 32 ] |
| Tropical-Rouge! Precure 2nd Theme Song Single (トロピカル～ジュ! プリキュア 後期主題歌シングル)                                                                         | 11. august 2021   | 21:02   | Marvelous! (MJSS-09295~6) | [ 33 ] |
| Tropical-Rouge! Precure Original Soundtrack 2: Precure Sound Victory!! (トロピカル～ジュ! プリキュア オリジナル・サウンドトラック2 プリキュア・サウンド・ビクトリー!!)  | 22. december 2021 | 1:06:44 | Marvelous! (MJSA-01321)   | [ 34 ] |
| Tropical-Rouge! Precure Vocal Best ~Egao no Mama de~ (トロピカル～ジュ! プリキュア ボーカルベスト ～えがおのままで～)                                                   | 2. februar 2022   | 1:13:50 | Marvelous! (MJSA-01322)   | [ 35 ] |

## Manga
Ligesom alle de foregående Pretty Cure-serier blev denne serie også omsat til manga af duoen Futago Kamikita. Den begyndte i Kodanshas shoujomagasin Nakayoshi i marts 2021 og gik der til januar 2022.